# オペティ・ヘル
オペティ・ヘル（Opeti Helu、1998年7月22日 - ）は、ジャパンラグビーリーグワンクボタスピアーズ船橋・東京ベイに所属するトンガ出身 のラグビー選手。

## プロフィール
- ポジションはプロップ(PR)。
- 身長190cm、体重127kg。
- 高校オーストラリア代表に選ばれたことがある[2]。
- トゥパフィナウは義兄（姉の夫）[2]。
- 6人姉弟の末っ子である[3]。
- 日本代表キャップは2。（2024年11月16日現在）

## 来歴
ニューイントンカレッジを経て、2019年、クボタスピアーズ(現・クボタスピアーズ船橋・東京ベイ)に加入。
2022年1月15日に行われたJAPAN RUGBY LEAGUE ONE第2節シャイニングアークス東京ベイ浦安戦にて先発出場で日本での公式戦初出場を果たした。
2024年10月26日.、日本代表としてオールブラックス戦にリザーブで初出場（初キャップ獲得）し、トライを決めた。

## 受賞歴

### ジャパンラグビーリーグワン
- 2022ベストフィフティーン（PR3）[9]
- 2022-23ベストフィフティーン（PR3）[10]
- 2023-24ベストフィフティーン（PR3）[11]
- 2024-25ベストフィフティーン（PR3）[12]